# 裸木亚科
裸木亚科（学名：Psiloxyloideae）又名亮皮树亚科，是桃金娘目桃金娘科的一个演化支，包含2属4种。

## 特征
本亚科都是乔木或小乔木，单叶互生，有腺点；花瓣5。
裸木属是常绿乔木，树皮光亮白色，含芳香油，无托叶；花相当大；果实为浆果。
异裂果属5-7米高；有托叶；花有香味，淡黄色或粉红色，花期为12月至3月；果实为蒴果。

## 分布
裸木属只有一种——裸木（Psiloxylon mauricianum），只生长在印度洋中的马斯克林群岛（法属留尼旺岛和毛里求斯），是当地的特有种。
异裂果属有三种，都分布于非洲南部。

## 分类
1981年的克朗奎斯特分类法将裸木属列在桃金娘科中，1998年根据基因亲缘关系分类的APG 分类法认为应该单独分出一个科——裸木科（Psiloxylaceae），仍然列在桃金娘目中，只有1属1种——裸木属裸木，2003年经过修订的APG II 分类法维持原分类。
后来发现异裂果科的异裂果属是裸木属的姐妹群，两者又是其它桃金娘科的姐妹群，2009年修订的APG III分类法便将裸木科与异裂果科重新并入桃金娘科，成立包含这两个属的裸木亚科。